# Miguel Guimarães
José Miguel Ribeiro de Castro Guimarães (nascido no Porto, Portugal, a 22 de janeiro de 1962) é um médico e político português. Atualmente, desempenha as funções de deputado à Assembleia da República e Vice-Presidente do Grupo Parlamentar do PSD. 

## Biografia
É licenciado em Medicina pela Faculdade de Medicina da Universidade do Porto e especialista em Urologia (desde 1997) do Centro Hospitalar São João (CHSJ).
Integra a equipa de transplantação do Hospital de S. João desde 1994, tendo participado em mais de 400 cirurgias de transplante renal. Em 2005, obteve a Competência em Gestão dos Serviços da Saúde da Ordem dos Médicos.
Organizou mais de 30 reuniões científicas e profissionais e como investigador publicou mais de uma centena de trabalhos de investigação em revistas nacionais e internacionais, na área da Urologia.
Foi presidente do Conselho Regional do Norte da Ordem dos Médicos (2011-2017). Foi bastonário da Ordem dos Médicos, entre 2017 e 2023.

## Deputado à Assembleia da República

### XVI Legislatura da República Portuguesa
A 10 de março de 2024, foi eleito deputado à Assembleia da República pelo Partido Social Democrata, pelo círculo eleitoral do Porto. Foi convidado pelo líder parlamentar do PSD, Hugo Soares, para ser o primeiro vice-presidente da bancada dos sociais-democratas na Assembleia da República.